# Аррас (округ)
Аррас (фр. Arras) — округ (фр. Arrondissement) во Франции, один из округов в регионе О-де-Франс. Департамент округа — Па-де-Кале. Супрефектура — Аррас.
Население округа на 2019 год составляло 249 279 человек. Плотность населения составляет 111 чел./км². Площадь округа составляет 2245,3 км².

## Состав
Кантоны округа Аррас (с 1 января 2017 года):
- Авен-ле-Конт
- Аррас-1
- Аррас-2
- Аррас-3
- Бапом
- Бребьер
- Оси-ле-Шато (частично)
- Сен-Поль-сюр-Тернуаз

Кантоны округа Аррас (с 22 марта 2015 года по 31 декабря 2016 года):
- Авен-ле-Конт
- Авьон (частично)
- Арн (частично)
- Аррас-1
- Аррас-2
- Аррас-3
- Бапом
- Бребьер
- Брюэ-ла-Бюисьер (частично)
- Бюлли-ле-Мин (частично)
- Льевен (частично)
- Оси-ле-Шато (частично)
- Ошель (частично)
- Сен-Поль-сюр-Тернуаз

Кантоны округа Аррас (до 22 марта 2015 года):
- Авен-ле-Конт
- Аррас-Нор
- Аррас-Уэст
- Аррас-Сюд
- Бапом
- Бертенкур
- Бомец-ле-Лож
- Вими
- Витри-ан-Артуа
- Денвиль
- Круазий
- Маркьон
- Обиньи-ан-Артуа
- Оси-ле-Шато
- Па-ан-Артуа
- Сен-Поль-сюр-Тернуаз
- Эшен